# Gonomyia quadrilobata
Gonomyia quadrilobata är en tvåvingeart som beskrevs av Evgenyi Nikolayevich Savchenko 1983. Gonomyia quadrilobata ingår i släktet Gonomyia och familjen småharkrankar. Inga underarter finns listade i Catalogue of Life.